# Tettoedischiidae
Famille
Les Tettoedischiidae sont une famille fossile de titanoptères. Les espèces de cette famille datent du Permien.

## Liste des genres
Selon Orthoptera Species File (21 juin 2018) :
- † Macroedischia Sharov, 1968
- † Tettoedischia Sharov, 1968

## Publication originale
- (en) Gorochov, 1987 : Permian Orthoptera, infraorder Oedischiidea (Orthoptera, Ensifera). Paleontologicheskii Zhurnal, vol. 1987, no 1, p. 62-75.